# Мангат, Амар Сингх
Амар Сингх Мангат (англ. Amar Singh Mangat; 26 апреля 1935, Наро Мору, Британская Кения — 28 сентября 2022, Калгари) — кенийский хоккеист (хоккей на траве), нападающий, тренер.

## Биография
Амар Сингх Мангат родился 26 апреля 1935 года в кенийском городе Наро Мору.
Играл в хоккей на траве за «Симба Юнион» из Найроби.
В 1964 году вошёл в состав сборной Кении по хоккею на траве на Олимпийских играх в Токио, занявшей 6-е место. Играл на позиции нападающего, провёл 7 матчей, забил 2 мяча (по одному в ворота сборных Новой Зеландии и Нидерландов).
Скончался 28 сентября 2022 года.